# Даффи, Колин
Колин Даффи (англ. Colin Duffy, родился в 1968, Лерган, графство Арма, Северная Ирландия) — ирландский националист, деятель Временной и Подлинной Ирландской республиканской армии. По мнению Би-би-си, является одним из самых известных современных ирландских республиканцев. Трижды представал перед судом по обвинению в убийстве военных и полицейских, все три раза был оправдан.

## Ранние годы
Родился в местечке Лурган (графство Арма) в 1968 году в католической семье.

## Карьера в ИРА
Убеждённый республиканец, Даффи вступил во временное крыло ИРА в юном возрасте и в партию Шинн Фейн. 7 марта 1990 на него организовали покушение члены Ольстерских добровольческих сил. Он и ещё двое республиканцев, Сэм Маршалл и Тони Маккоуи, покинули казармы Королевской полиции Ольстера после подписания документов о залоге (в доме Маккоуи ранее было обнаружено большое количество боеприпасов). Неожиданно появились двое лиц в масках и открыли огонь, ранив Даффи и Маккоуи и убив Маршалла. Тот перед смертью произнёс: «Нас отпустили, чтобы потом поймать». Убийц так и не поймали, хотя одним из подозреваемых был командир Центрально-Ольстерской бригады Робин Джексон, которого якобы видели перед происшествием около казарм в компании трёх незнакомцев.
В 1995 году Даффи был обвинён в убийстве бывшего солдата Ольстерского оборонного полка Джона Лайнесса, но был оправдан после того, как одного из ключевых свидетелей, члена Ольстерских добровольцев Линдси Робба арестовали в Шотландии за контрабанду оружия. На суде в защиту Даффи выступала Розмари Нельсон, известный адвокат и правозащитник Великобритании — за то, что она защищала всех ирландских повстанцев, в её адрес неоднократно публиковал угрозы известный лидер лоялистов Билли Райт. Спустя ещё два года Даффи обвинили в убийстве Джона Грэма и Дэвида Джонстона, двух констеблей Королевской полиции Ольстера, однако и здесь Нельсон сумела добиться оправдания своего подзащитного. В 1999 году Нельсон погибла в результате покушения, спланированного ольстерскими лоялистами. Позднее Даффи вступил в республиканскую группу «Эйриги».

### Дело о стрельбе в казармах Массерин
В марте 2009 года Даффи обвинили в убийстве двух солдат в казармах Массерин (город Антрим). Образец ДНК был изъят с ремня безопасности в сожжённом автомобиле Даффи и с кончика перчатки. Даффи отрицал свою виновность и убеждал, что его подставили.
20 января 2012 Даффи был признан невиновным. Под суд пошёл соучастник Даффи, Брайан Шиверс из Марафелта, которого приговорил к пожизненному лишению свободы. Однако и Шиверса освободили от уголовной ответственности по причине тяжёлого состояния здоровья: у него был зафиксирован диагноз — муковисцидоз, а жить тому оставалось не более 3-4 лет. Обвинительный приговор отменил верховный суд Северной Ирландии в январе 2013 года.

### 2012-н.в.
8 сентября 2012 Даффи выступил с речью на похоронах Алана Райана, одного из деятелей Подлинной ИРА, убитого в Дублине. Он описал его как «храброго ирландского республиканца и бесстрашного добровольца ИРА», который посвятил всю свою жизнь «борьбе против иностранной интервенции в нашей стране». 2 ноября 2012 Даффи с ещё одним напарником арестовали по обвинению в убийстве офицера тюремной службы Северной Ирландии Дэвида Блэка, совершённого днём ранее на трассе M1 между Лурганом и Портадауном. В декабре 2013 года Даффи предъявили обвинения в поддержке ИРА, а также незаконном хранении огнестрельного оружия и взрывчатки.

## Личная жизнь
У Колина есть братья Пол и Дэмиен, а также кузен Шейн: всех их в мае 2012 года арестовали по обвинению в поддержке терроризма. Полу также предъявили обвинения в антигосударственной деятельности и поддержке радикальных республиканцев.